# Acanthose
L'acanthose est un épaississement de la peau, plus précisément une augmentation de l'épaisseur du corps muqueux de Malpighi - la couche des cellules "à épines" et la couche basale - de l'épiderme, due à une multiplication exagérée. Les verrues, le psoriasis, les végétations, sont des formes d'acanthose.
Le terme est issu du grec ancien ἄκανθος, akanthos, lui-même composé de ἀκή, akê « épine » et ἄνθος, anthos, « fleur ». Le suffixe -ose quant à lui exprime une affection, une pathologie.